# Eureiandra somalensis
Eureiandra somalensis là một loài thực vật có hoa trong họ Cucurbitaceae. Loài này được (Chiov.) C.Jeffrey mô tả khoa học đầu tiên năm 1962.